# Coligação CDS–PP.PPM
A Coligação CDS-PP.PPM é uma coligação eleitoral portuguesa ad hoc é feita entre os partidos políticos CDS - Partido Popular (CDS-PP) e o Partido Popular Monárquico (PPM) maioritariamente na Região Autônoma dos Açores, foi formada pela primeira vez em 1992 para a disputa das eleições legislativas regionais nos Açores com a denominação Aliança Democrática - Açores, coligação esta que foi feita por mais duas vezes em 2015 para as eleições legislativas portuguesa apenas no círculo eleitoral dos Açores, com a denominação de Aliança Açores e em 2020 para as Eleições legislativas regionais nos Açores apenas no círculo eleitoral do Corvo, com a denominação de Mais Corvo.
Para além destas referidas eleições esta coligação já foi formada em várias eleições autárquicas em Portugal, sendo algumas vezes entre apenas este dois partidos e outras várias vezes com mais partidos.

## Cronologia
- 1992 - Aliança Democrática - Açores (CDS-PP.PPM), coligação feita para as eleições legislativas regionais nos Açores em 1992.[1][2]
- 2015 - Aliança Açores (CDS-PP.PPM) (2015), coligação feita para as eleições legislativas portuguesa de 2015 apenas no círculo eleitoral dos Açores.
- 2020 - Mais Corvo (PPM.CDS-PP) (2020), coligação feita para as eleições legislativas regionais nos Açores em 2020 apenas no círculo eleitoral do Corvo.

## Resultados eleitorais

### Eleições legislativas
| Data | Líder           | Votos | %          | Deputados | Status            |
| ---- | --------------- | ----- | ---------- | --------- | ----------------- |
| 2015 | Félix Rodrigues | 3 654 | 0,1 (16.º) | 0 / 230   | Extra-parlamentar |

### Eleições regionais

#### Região Autónoma dos Açores
| Data | Votos | %         | Deputados | Status   |
| ---- | ----- | --------- | --------- | -------- |
| 1992 | 5 217 | 4,6 (#3)  | 1 / 51    | Oposição |
| 2020 | 115   | 0,1 (#14) | 1 / 57    | Governo  |